# Джекоби-Херон, Анна
Анна Джекоби-Херон (англ. Anna Jacoby-Heron; род. 29 сентября 1995 года, Лос-Анджелес) — американская актриса. Получила известность благодаря ролям в телесериалах «В поисках Картер» и «Первые».

## Биография
Анна Клэр Джекоби-Херон родилась 29 сентября 1995 года в Лос-Анджелесе, штат Калифорния, США.
Её дебют в кинематографе состоялся в 2011 году, когда она сыграла дочь главного героя в фильме «Заражение».
С 2014 по 2015 год играла одну из главных ролей в телесериале «В поисках Картер». Также снималась в нескольких эпизодах телесериалов «Вегас», «Анатомия страсти», «Очень странные дела», « Семейное положение».
В 2017 году за роль в фильме «Снова одинок» была номинирована на премию кинофестиваля «Тёмные ночи» в категории «Лучшая актриса».
В 2018 году сыграла дочь главного героя в телесериале «Первые».
В 2020 году снялась во втором сезоне сериала «Грязный Джон».

## Фильмография
| Год       |     | Русское название             | Оригинальное название | Роль              |
| --------- | --- | ---------------------------- | --------------------- | ----------------- |
| 2011      | ф   | Заражение                    | Contagion             | Джори Эмхофф      |
| 2013      | с   | Вегас                        | Vegas                 | Анна              |
| 2014—2015 | с   | В поисках Картер             | Finding Carter        | Тейлор Уилсон     |
| 2015      | кор | Крик: Убийственная вечеринка | Scream: Killer Party  | Тейлор Уилсон     |
| 2017      | с   | Анатомия страсти             | Grey's Anatomy        | Кристен Рочестер  |
| 2017      | с   | Очень странные дела          | Stranger Things       | Дотти             |
| 2017      | ф   | Снова одинок                 | Newly Single          | Мэделин Стивенсон |
| 2017      | с   | Семейное положение           | Relationship Status   | Вайолет           |
| 2018      | с   | Первые                       | The First             | Дениз Хагерти     |
| 2020      | с   | Грязный Джон                 | Dirty John            | Дженни Бродерик   |
| 2021      | с   | Голиаф                       | Goliath               | Кейси Лукин       |

## Награды и номинации
| Год  | Награда     | Категория      | Работа       | Результат |
| ---- | ----------- | -------------- | ------------ | --------- |
| 2017 | Тёмные ночи | Лучшая актриса | Снова одинок | Номинация |